# 董事長樂團
董事長樂團（英語：The Chairman），台灣搖滾樂團，目前成員有六個人。冠宇、吳永吉、杜文祥三人，在1989年一起組成「1989」樂團。1997年7月4日，阿吉與冠宇、小白、大鈞、金剛等五位原始團員在女巫店通過「董事長」這個團名。

## 音樂作品

### 單曲
- 1999年：發行首支單曲【攏袂歹勢】。(角頭音樂)
- 2022年：台北市長候選人陳時中競選歌曲【頂真】。

### 正規專輯
- 2000年：發行第01張專輯【你袂了解】。(華研國際音樂)
- 2001年：發行第02張專輯【chairman.tw2】。(動能音樂)
- 2002年：發行第03張專輯【11台】。(愛做音樂)
- 2003年：發行第04張專輯【冠宇單飛】。(角頭音樂)
- 2005年：發行第05張專輯【找一個新世界】。(典選音樂)
- 2006年：發行第06張專輯【真的假的】。(典選音樂)
- 2008年：發行第07張專輯【花光他的錢】。(喜瑪拉雅音樂)
- 2010年：發行第08張專輯【眾神護台灣】。(大吉祥整合行銷)
- 2013年：發行第09張專輯【One Life／一條命】。(大吉祥整合行銷)
- 2014年：發行第10張專輯【One World／一個世界】。(大吉祥整合行銷)
- 2016年：發行第11張專輯【董事長的少年時代】。(好有感覺音樂)
- 2018年：發行第12張專輯【祭】。(好有感覺音樂)
- 2019年：發行第13張專輯【風中浮沉的花蕊】。(好有感覺音樂)

### 合作專輯
- 2021年：第二代馬蘭吟唱隊&董事長跨界大樂團【Pakelang 八歌浪 】。(風潮音樂)

## 獎項紀錄
| 年份 | 屆次                     | 專輯                          | 獎項               | 入圍                                            | 結果 |
| ---- | ------------------------ | ----------------------------- | ------------------ | ----------------------------------------------- | ---- |
| 1999 | 第2屆中華音樂人交流協會  | 《攏袂歹勢》                  | 年度十大單曲       | 〈攏袂歹勢〉                                    | 獲獎 |
| 2003 | 第14屆金曲獎             | 《十一台》                    | 最佳樂團獎         | 《十一台》                                      | 提名 |
| 2004 | 第15屆金曲獎             | 《單飛》                      | 最佳台語男演唱人獎 | 冠宇《單飛》                                    | 提名 |
| 2006 | 第9屆中華音樂人交流協會  | 《找一個新世界》              | 年度十大專輯       | 《找一個新世界》                                | 獲獎 |
| 2006 | 第17屆金曲獎             | 《找一個新世界》              | 最佳樂團獎         | 《十一台》                                      | 獲獎 |
| 2007 | 第10屆中華音樂人交流協會 | 《真的假的》                  | 年度十大專輯       | 《找一個新世界》                                | 獲獎 |
| 2007 | 第18屆金曲獎             | 《真的假的》                  | 最佳台語專輯獎     | 《真的假的》                                    | 獲獎 |
| 2008 | 第19屆金曲獎             | 蔣進興《My name is Bai lang》 | 最佳原住民語專輯獎 | 蔣進興《My name is Bai lang》                   | 提名 |
| 2008 | 第19屆金曲獎             | 蔣進興《My name is Bai lang》 | 最佳原住民語歌手獎 | 蔣進興《My name is Bai lang》                   | 提名 |
| 2009 | 第20屆金曲獎             | 《花光他的錢》                | 最佳樂團獎         | 《花光他的錢》                                  | 提名 |
| 2011 | 第22屆金曲獎             | 《眾神護臺灣》                | 最佳台語專輯獎     | 《眾神護臺灣》                                  | 提名 |
| 2011 | 第22屆金曲獎             | 《眾神護臺灣》                | 最佳編曲人獎       | 〈仙拼仙〉                                      | 提名 |
| 2011 | 第22屆金曲獎             | 《眾神護臺灣》                | 最佳樂團獎         | 《眾神護臺灣》                                  | 提名 |
| 2011 | 第22屆金曲獎             | 《眾神護臺灣》                | 最佳專輯包裝獎     | 蕭青陽《眾神護臺灣》                            | 提名 |
| 2011 | 第2屆金音創作獎          | 《眾神護臺灣》                | 最佳專輯獎         | 《眾神護臺灣》                                  | 提名 |
| 2011 | 第2屆金音創作獎          | 《眾神護臺灣》                | 最佳樂團獎         | 《眾神護臺灣》                                  | 提名 |
| 2011 | 第2屆金音創作獎          | 《眾神護臺灣》                | 最佳搖滾專輯獎     | 《眾神護臺灣》                                  | 獲獎 |
| 2011 | 第2屆金音創作獎          | 《眾神護臺灣》                | 最佳搖滾單曲獎     | 〈仙拼仙〉                                      | 提名 |
| 2011 | 第2屆金音創作獎          | 《眾神護臺灣》                | 最佳電音單曲獎     | 葉正豪〈仙拼仙(Pilot K Electro Funk Remix)〉    | 獲獎 |
| 2012 | 第3屆金音創作獎          | 15週年搖滾樂與路演唱會        | 最佳現場演出獎     | 2012/03/03 15週年搖滾樂與路演唱會 Legacy Taipei | 獲獎 |
| 2014 | 第25屆金曲獎             | 《One Life／一條命》          | 最佳台語專輯獎     | 《One Life／一條命》                            | 提名 |
| 2014 | 第25屆金曲獎             | 《One Life／一條命》          | 最佳樂團獎         | 《One Life／一條命》                            | 提名 |
| 2015 | 第26屆金曲獎             | 《One World／一個世界》       | 最佳樂團獎         | 《One World／一個世界》                         | 提名 |
| 2017 | 第28屆金曲獎             | 《董事長的少年時代》          | 年度專輯獎         | 《董事長的少年時代》                            | 提名 |
| 2017 | 第28屆金曲獎             | 《董事長的少年時代》          | 最佳台語專輯獎     | 《董事長的少年時代》                            | 提名 |
| 2017 | 第28屆金曲獎             | 《董事長的少年時代》          | 最佳樂團獎         | 《董事長的少年時代》                            | 提名 |
| 2018 | 第21屆中華音樂人交流協會 | 《祭》                        | 年度十大專輯       | 《祭》                                          | 獲獎 |
| 2018 | 第29屆金曲獎             | 《祭》                        | 最佳樂團獎         | 《祭》                                          | 獲獎 |
| 2018 | 第29屆金曲獎             | 《祭》                        | 最佳專輯裝幀設計獎 | 蕭青陽《祭》                                    | 提名 |
| 2019 | 第61屆葛萊美獎           | 《祭》                        | 最佳專輯包裝設計獎 | 蕭青陽《祭》                                    | 提名 |
| 2019 | 第17屆全美獨立音樂       | 《祭》                        | 最佳專輯包裝設計獎 | 蕭青陽《祭》                                    | 提名 |
| 2020 | 第31屆金曲獎             | 《風中浮沉的花蕊》            | 最佳台語男歌手獎   | 吳永吉《風中浮沉的花蕊》                        | 提名 |

- 2018年：以【祭】專輯收錄之《九天玄女音樂錄影帶》入選「英國Feel The Reel國際影展」、「美國國際獨立影片獎-夏季徵選金獎」、「紐約The Cutting Room國際短片影展-放映片」、「台灣金點設計獎-設計標章」、「美國Bare Bones film影展」。

## 其他
- 2000年：原主唱–冠宇 過世。
- 2003年：團員–金剛（于培武） 離團。
- 2004年：鼓手–Micky＆吉他手–小豪(郭人豪) 加入。
- 2007年：
  - 成立「大吉祥音樂工作室」。
  - 製作蔣進興「My name is Bai lang」 原住民專輯。
- 2008年：台灣無名小站正式成立。
- 2013年：「集體記憶」巡演首站，於台北國際會議中心登場，主唱阿吉發表新書-最後一杯酒

## 社會參與
- 董事長樂團自從成立起至今，政治立場始終傾向泛綠陣營。2013年8月8日父親節，成員林大鈞與前中央研究院院長李遠哲、台灣環境保護聯盟創會會長施信民、導演小野、魏德聖、楊雅喆、作家劉黎兒及棋士夫婿王銘琬、藝人蔡康永、作家九把刀的父親「刀爸」柯毓彬、台灣聯合國協進會理事長羅榮光等一群爸爸們組成「爸爸非核陣線」共同參與臺灣反核四運動。他說，如果馬英九的核能政策一意孤行，人民也「管定了」。[1]
- 2019年8月，董事長樂團邀集林夕、滅火器樂團、大支、聯合香港歌手何韻詩、黃耀明等共約20個歌手、樂團，合唱新歌《撐》聲援香港反送中。[2]

## 爭議事件
- 一名任職酒店花名「妮可」的女子，於2002年2月間，向警方報案指稱「董事長樂團」成員吳永吉、杜文祥，及男友鄒永泰，涉嫌在台北市的一家飯店內，輪流對其強制性侵害得逞，警方接受報案後，將三人依妨害性自主罪嫌函送台北地檢署偵辦。於無積極證據足以認定三人對告訴人強制性交情況下，諭令全案不起訴處分。[3]
- 2013年，董事長樂團已婚的的主唱吳永吉（阿吉）與女歌手何欣穗發生外遇婚外情，產下一女。[4]

## 外部連結

### 官方連結
- 大吉祥整合行銷有限公司
- 董事長樂團Facebook （页面存档备份，存于）
- 董事長樂團的第一個網站（宇宙唱片） （页面存档备份，存于）
- 紀念冠宇（宇宙唱片） （页面存档备份，存于）